# Hilmar Wictorin
Hilmar "Himpa" O. Wictorin (Stockholm, 25 februari 1894 – aldaar, 11 april 1964) was een Zweeds waterpolospeler.
Hilmar Wictorin nam als waterpoloër eenmaal deel aan de Olympische Spelen; in 1924. In 1924 maakte hij deel uit van het Zweedse team dat als vierde eindigde. Hij speelde een wedstrijd.
Wictorin speelde voor de club SK Neptun.
Cletus Andersson · 
Erik Andersson · 
Vilhelm Andersson · 
Nils Backlund · 
Theodor Nauman · 
Martin Norberg · 
Gösta Persson · 
Hilmar Wictorin · 
S. Friberg (R) ·
E. Skoglund (R) ·
N. Skoglund (R)